# Niagarské vodní elektrárny
Niagarské vodní elektrárny jsou soustava vodních děl využívajících vodní energii řeky Niagary v okolí Niagarských vodopádů. Kromě funkčních elektráren, které patří mezi nejvýkonnější vodní elektrárny v Severní Americe, je zde i mnoho technických staveb, pro jejich historický význam i unikátní technickou architekturu zařazených nejen v registru národních technických památek, ale i v seznamu objektů Mezinárodní komise pro ochranu průmyslového dědictví.  

## Historie
Počátky zájmu o energetické využití řeky Niagary sahají do dob, kdy nebylo nic známo o praktickém využití elektřiny. Po dobu 150 let tak řeka pouze poháněla mlýny, pily, vodní kovárny a nakonec místní průmyslové provozovny, kdy energie vody byla využita buď přímým odběrem pohybové energie na hřídeli nebo rozvodem stlačeného vzduchu z vodou poháněných kompresorových stanic. Na konci 19. století přivedla síla Niagary ke svým břehům nejvýznamnější představitele vědy a průmyslu své doby, jakými byli například lord Kelvin, Nikola Tesla či George Westinghouse. Během budování prvních elektráren na březích Niagary přišlo i konečné vítězství střídavého proudu v tzv. "válce proudů" a na základě zkušeností z prvních let provozu se vyvíjel univerzální model pro výstavbu dalších velkých hydroenergetických děl.

### Historie výstavby na americkém břehu
Prvním uživatelem síly řeky Niagary byl Daniel Joncairs, který v roce 1759 zakoupil práva na používání říční vody z amerického břehu. Zhruba 800 m nad hranou americké části vodopádů vyhloubil koryto pro vedení vody pro spodní náhon vodního kola, kterým poháněl pilu. Nevyužíval tedy celého spádu niagarského stupně, ale jenom části spádu na říčním prahu nad vodopády.

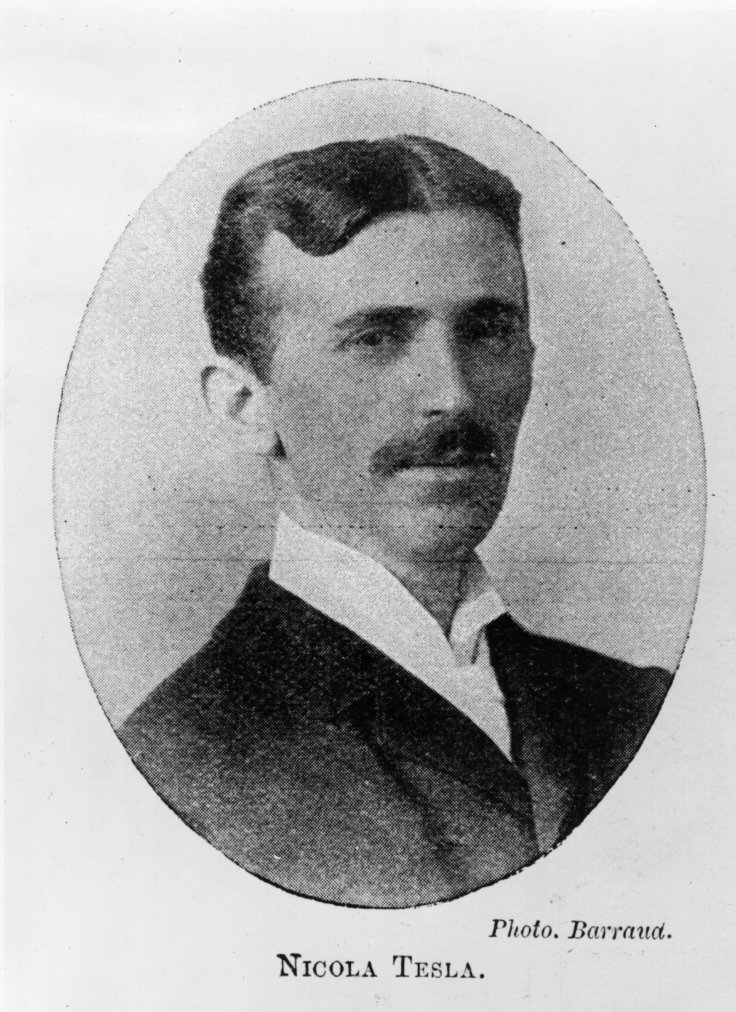
Nikola Tesla

V roce 1805 zakoupili ve veřejné dražbě v New Yorku bratři Augustus a Peter Porterovi práva na využití americké části vodopádů. V korytu Joncairsovy pily vybudovali pohon mlýna a koželužny. Plány obou bratrů byly velkolepé a nadčasové: vybudovat lodní dopravu mezi jezerem Erie a Ontario  po kanálu mezi horní a dolní řekou a zužitkovat získaný energetický stupeň na hraně skalního srázu asi 500 m pod vodopády. Sny o vytvoření dopravní cesty ukončil Erijský průplav, dobudovaný roku 1825, zahájení prací na energetickém kanálu zabránil nedostatek prostředků a nezájem investorů. Oba bratři zemřeli ještě před započetím výkopových prací.
V roce 1853 vznikla společnost Niagara Falls Hydraulic Power & Manufacturing Company a získala práva na využití řeky. Práce na budování kanálu o šířce 35 m a hloubce 2,4 m začaly v roce 1860 a kanál byl hotov o rok později. Voda z řeky Niagara se ocitla nad skalním útesem na novém místě pod americkými vodopády, připravená zásobovat nová vodní díla na spádu přes 60 metrů. První malá turbina se na dolním břehu řeky roztočila v roce 1876 a poskytovala zpočátku pouze výkon mechanický (pohybový), až v roce 1882 začala pohánět první dynama. Stejnosměrný proud nemohl být přenášen na vzdálenosti větší než dva kilometry, a tak vyrobená elektřina osvětlovala jen několik ulic  v městečku Niagara Falls a poháněla motory jednoho mlýna. Elektrárna se sice stala turistickou atrakcí, ale za tři roky byla předmětem konkurzu.

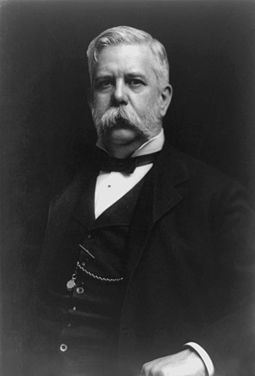
George Westinghouse

V době vzniku první elektrárny, nazvané později Schoellkopf No.1, nebyla shoda názorů na konstrukci turbíny ani na budoucí využití vyrobené elektrické energie. Voda přivedená kanálem ke stěně říčního břehu, začala brzy přepadat z vyústění množství náhonů, které se podle konstrukce a počtu vodních kol nacházely ve výši 35 až 60 m nad hladinou. Nad umělými vodopády, které byly stejně úchvatné a turisticky přitažlivé jako vodopády přírodní, vyrostly objemné budovy vodních mlýnů i jiných průmyslových provozoven a nad skalním srázem vyrostla nová průmyslová oblast, nazývaná Mlýnská čtvrť (Mill District).
Plán na větší využití energie řeky předložil roku 1886 inženýr Thomas Evershed, který předpokládal výkon kolem 200 000 koňských sil. Tento projekt předpokládal vybudování obrovského tunelu pod městem Niagara Falls a umístění strojního zařízení hluboko pod zemí. Sdružení zastánců tohoto projektu neslo název Niagara River Hydraulic Tunnel Power & Sewer Company. Právo na využití Niagary se stalo opět majetkem státu New York a v roce 1886  začaly první práce na projektu, který byl o tři roky později zastaven jako nerentabilní. V roce1889 vznikla společnost Cataract Construction Corporation, která zajistila dostatečné finanční krytí pro Evershedův projekt. Práce na projektu v omezeném rozsahu pokračovaly s tím, že během budování podzemních prostor bude vyřešen způsob osazení turbín a přenosu energie. V té době probíhala tzv. válka proudů. Zatímco Edison ve svých laboratořích zbytečně usmrcoval zvířata, aby přesvědčil průmyslový svět, jak je střídavý proud nebezpečný, Nikola Tesla v roce 1893 na světové výstavě v Chicagu definitivně vyvrátil odpor vůči střídavému proudu - přesněji řečeno proti vysokému napětí. Konečným výsledkem na břehu Niagary byla moderní vodní elektrárna Adams I. s výkonem neslýchaných 50 tisíc koňských sil, přenášeným vysokonapěťovým systémem firmy Westinghouse do 40 km vzdáleného města Buffalo.
Začátkem 20. století byla v místech Mlýnské čtvrti vybudována elektrárna Schoellkopf, která až do katastrofy v roce 1956 dodávala do veřejné sítě většinu z výroby elektrické energie na americkém břehu řeky.
V současné době pracuje voda odebraná na americkém břehu v mohutné elektrárně Roberta Mosese naproti jejímu kanadskému protějšku, elektrárně Sir Adam Beck.

### Historie výstavby na kanadském břehu
Vývoj vodní energetiky na kanadském břehu ovlivnila Komise královny Viktorie, která v roce 1883 označila celou oblast podél kanadského břehu mezi Eriským jezerem a jezerem Ontario jako chráněnou oblast, tzv. Parkland. Na západním břehu Niagary tak sice nevznikla obdoba americké Mlýnské čtvrti, nicméně vytvoření a údržba parkové oblasti byla mnohem dražší než se očekávalo. Již v devadesátých letech 19. století pak došlo k pronájmu části kanadských vod americkým průmyslovým společnostem. Začátek výstavby vodních děl na kanadském břehu Niagary se datuje k roku 1893, tedy k období výstavby elektrárny Adams. První kanadská vodní elektrárna byla také její zmenšenou kopií. Nacházela se v těsné blízkosti hrany kanadských vodopádů a zásobovala stejnosměrným proudem tzv. Říční železnici.
Dalšími kopiemi Adamsovy elektrárny byly Rankinova elektrárna, dostavěná v roce 1905, a elektrárna Toronto, uvedená do provozu v roce 1906. V roce 1905 byla dostavěna elektrárna Ontario, jejíž opuštěná strojovna stojí na břehu řeky pod hlavní kanadskou výhledovou terasou. Stejným způsobem jako na americkém břehu se ubíral i vývoj kanadské hydroenergetiky. Provoz všech historických elektráren byl ukončen a voda směrována k nejvyššímu místu říčního kaňonu, k mohutné elektrárně Sir Adam Beck naproti jejímu americkému protějšku, elektrárně Roberta Mosese.
Kanadská vodní energetika na břehu Niagary je tak v podstatě zrcadlová vůči americkému břehu s tím, že ve vývoji chybí fáze Mlýnské čtvrti. 

## Elektrárny na americkém břehu

### Adamsovy elektrárny
Společnost Niagara Falls Power Company vybudovala v letech 1898 až 1894 přes dva kilometry dlouhý tunel, spojující v hloubce 49 m horní a dolní hladinu řeky mezi vodopády. Klenutý tunel byl 6 m vysoký a 5 m široký s vodorovnou základnou. Čtyřvrstvé cihlové obložení spotřebovalo přes 20 miliónů cihel a bylo vytěženo 300 000 t horniny. Voda z řeky byla přivedena povrchovým kanálem v místech nad začátkem peřejí americké části vodopádů, asi 50 m nad ostrovem Goat Island. Dodnes je v těchto místech malý záliv mezi řekou a silnicí.
První voda byla propuštěna kanálem v roce 1894, ale stále se ještě hledalo řešení, jak ji využít. Jednou z prvních možností byl pronájem společnosti na výrobu hliníku pro instalaci vlastních turbín a generátorů jakož i pronájem sousedním papírnám k odběru přímé mechanické síly. Nakonec bylo rozhodnuto o stavbě vlastní elektrárny.
Pro strojovnu byla vyhloubena šachta do hloubky spodního tunelu, na jejímž dně byly umístěny turbíny. Přenos mechanické síly do alternátorů, umístěných nad zemí byl realizován  hřídeli o průměru 1 m. V době budování šachty pro soustrojí již v Německu řeka Neckar zásobovala elektrickou energií 175 km vzdálené město pomocí střídavého proudu na základě výzkumů německého konstruktéra polsko-ruského původu Michaila Osipoviče Dolivo-Dobrovolského. Americká odborná veřejnost se začala rychle přiklánět k Teslovým návrhům. Ve výběrovém řízení na vodní stroj zvítězila švýcarská firma Paula Piccarda, která navrhla stroj vlastní konstrukce o výkonu 5 000 koňských sil, tedy 3,7 MW. Jako první byl zprovozněn švýcarský originál a k němu byly podle Piccardovy dokumentace umístěny další tři turbíny vyrobené v amerických závodech. Turbína zvítězila v soutěži pro nejlepší výsledky v regulaci otáček. Jednalo se v podstatě o vertikální turbínu se dvěma Fourneyronovými koly, z nichž voda odstřikovala ve dvou vrstvách do volného prostoru. Závod Aluminium Company v Niagara Falls získal energii pro výrobu hliníku z bauxitu a dráty z tohoto materiálu, napjaté mezi  stožáry, vedly směrem k městu Buffalo. 15. listopadu 1896 bylo město Bufallo osvětleno žárovkami se střídavým napětím. Tímto byl ukončen projekt, který se stal modelem pro další vývoj nejen vodní energetiky. Řešení Adamsova závodu bylo modelem pro kanadské projekty: Elektrárnu Říční železnice, Rankin a Toronto.
Celkový počet deseti turbín doplnilo šest soustrojí Francisových, které díky savkám zvětšily pracovní výšku vody zhruba o výšku turbíny Piccardovy. Elektrárna byla pojmenována po řediteli společnosti Adams Powerhouse 1. O něco výkonnější kopie nazvaná Adams Powerhouse 2 byla vybudována na druhém břehu vstupního kanálu.
Obě elektrárny dodávaly do sítě energii o výkonu cca 80 MW do října 1961. Po ukončení provozu byly stanice elektráren zbourány a pracovní šachty včetně návodního kanálu zasypány. Jako technická památka mimořádného významu zůstala na místě transformátorovna s původními Teslovými transformátory.
Návštěvníky kanadského břehu Niagary může u Duhového mostu upoutat zpěněná hladina proudu, mířící kolem protějšího břehu protiproudem řeky k americkým vodopádům. Je tvořena nazelenalou chlorovanou vodou z čističky odpadních vod, vypouštěných do řeky historickým kanálem Adamsových elektráren.

### Schoellkopfova elektrárna

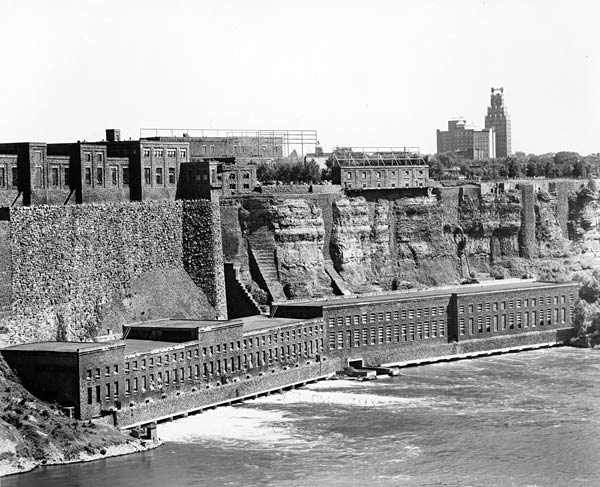
Schoellkopfova elektrárna 3 a,b,c

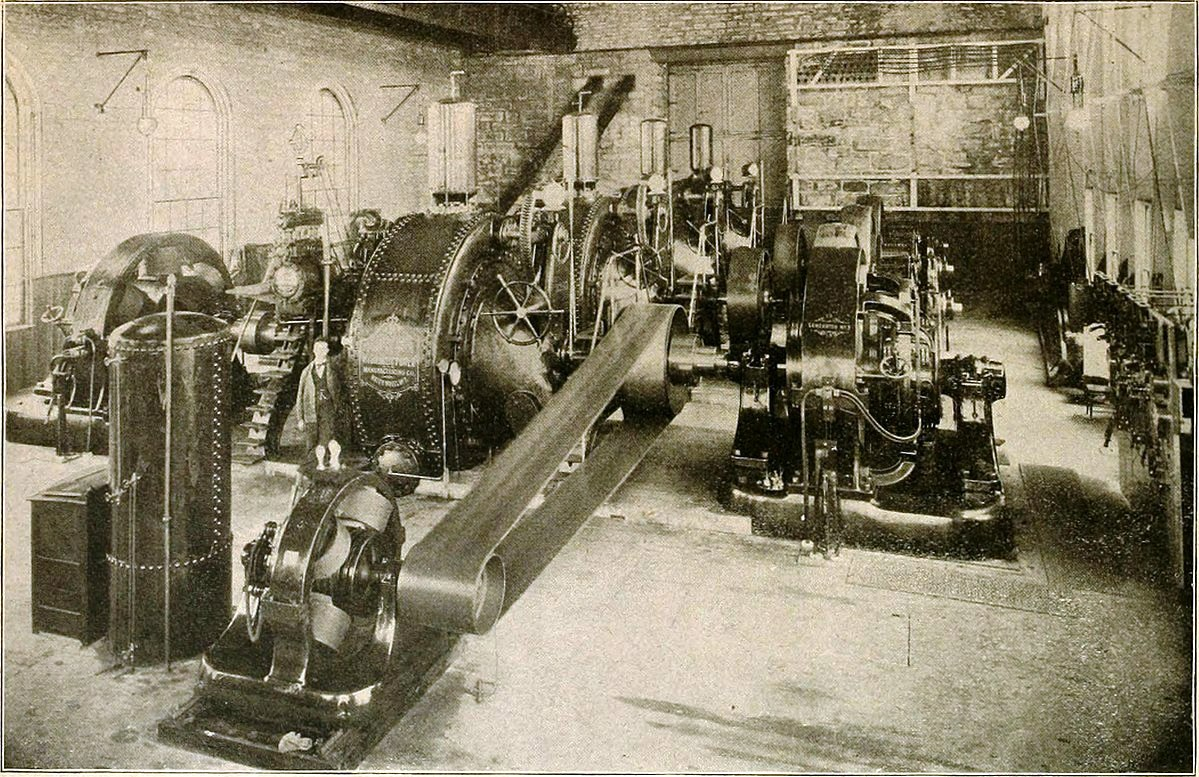
Řemenový pohon dynama v No.1

Jacob Friedrich Schoellkopf koupil v roce 1877 kanály, na nichž v krátké době vyrostla Mlýnská čtvrť. První elektrárna na niagarském stupni na stejnosměrný proud z roku 1882 byla pojmenována Schoellkopf No.1, V roce 1898 byla v bezprostřední blízkosti postavena druhá stanice s výkonem kolem 25 MW na střídavý proud. 
Mlýnská čtvrť, ze začátku tolik atraktivní pro turisty, se časem stala špinavým průmyslovým prostorem s rostoucí kriminalitou. Smog z továrních komínů se často držel dlouhou dobu nad vodopády. Začátkem dvacátého století byla Mlýnská čtvrť zbourána, výtoky z mlýnských kanálů zahrazeny masivní cihlovou zdí a voda přivedena k turbínám elektráren moderního typu, s budovami na břehu dolní řeky. Celkový stanovený výkon všech tří stanic v roce 1924 byl 340 MW. 
Dvě ze tří stanic byly zničeny 7. června 1956, kdy se během 40 vteřin rozlomila zeď, zadržující vodní stěnu plněnou kanály původní Mlýnské čtvrti. Ze dvaceti pracovníků elektrárny se většině podařilo utéci pod ochranu vedlejší zdi, tři byli vyloveni z řeky a tak si katastrofa vyžádala jenom jednu lidskou oběť. Zbylá ze tří stanic pracovala až do roku 1961, kdy byla zrušena v rámci prací na nové elektrárně Roberta Mosese.  

### Elektrárna Roberta Mosese
Výstavba vodních elektráren na řece Niagara začala na americkém břehu a také na americkém břehu skončila. Filosofie projektu využití největšího spádu byla jasná všem od začátku 20. století. Kanadská aktivita však na rozdíl od americké výstavby byla podporována veřejnou společností. Měla k disposici tedy objemnější a přímější finanční zdroje a tak se voda z řeky objevila na útesu nad městem Queenston již v roce 1920. Diskuse nad projektem vodní elektrárny naproti kanadskému vzoru urychlila až ztráta elektrického výkonu po katastrofě na elektrárně Schoellkopf v roce 1956. V srpnu 1957 schválil Kongres USA projekt výstavby elektrárny Niagara Power s výkonem minimálně 2,5 GW.
Stavba začala 18. března 1957. Během výstavby bylo ve skalách vykopáno dvanáct milionů kubických metrů. Při stavbě zemřelo při nehodách spojených s výstavbou dvacet dělníků. Do tří let byly vybudovány dva podzemní tunely o délce přes 6,5 km o šířce 14 m a výšce 20 m. Vstup vody zajišťoval vtok pod hladinou nad řídícím jezem International Control Dam. Elektrárna byla vybudována stejně jako její kanadský protějšek jako přečerpávací s obrovskou nádrží o srovnatelném užitkovém objemu. 
13 Francisových turbín dává celkový výkon 2 400 MW a 12 reverzibilních čerpadel poskytuje 300 MW. Celkový stanovený výkon je tak 2 700 MW.
Masivní budova elektrárny stojí téměř naproti svému kanadskému protějšku.

## Elektrárny na kanadském břehu

### Elektrárna Říční železnice

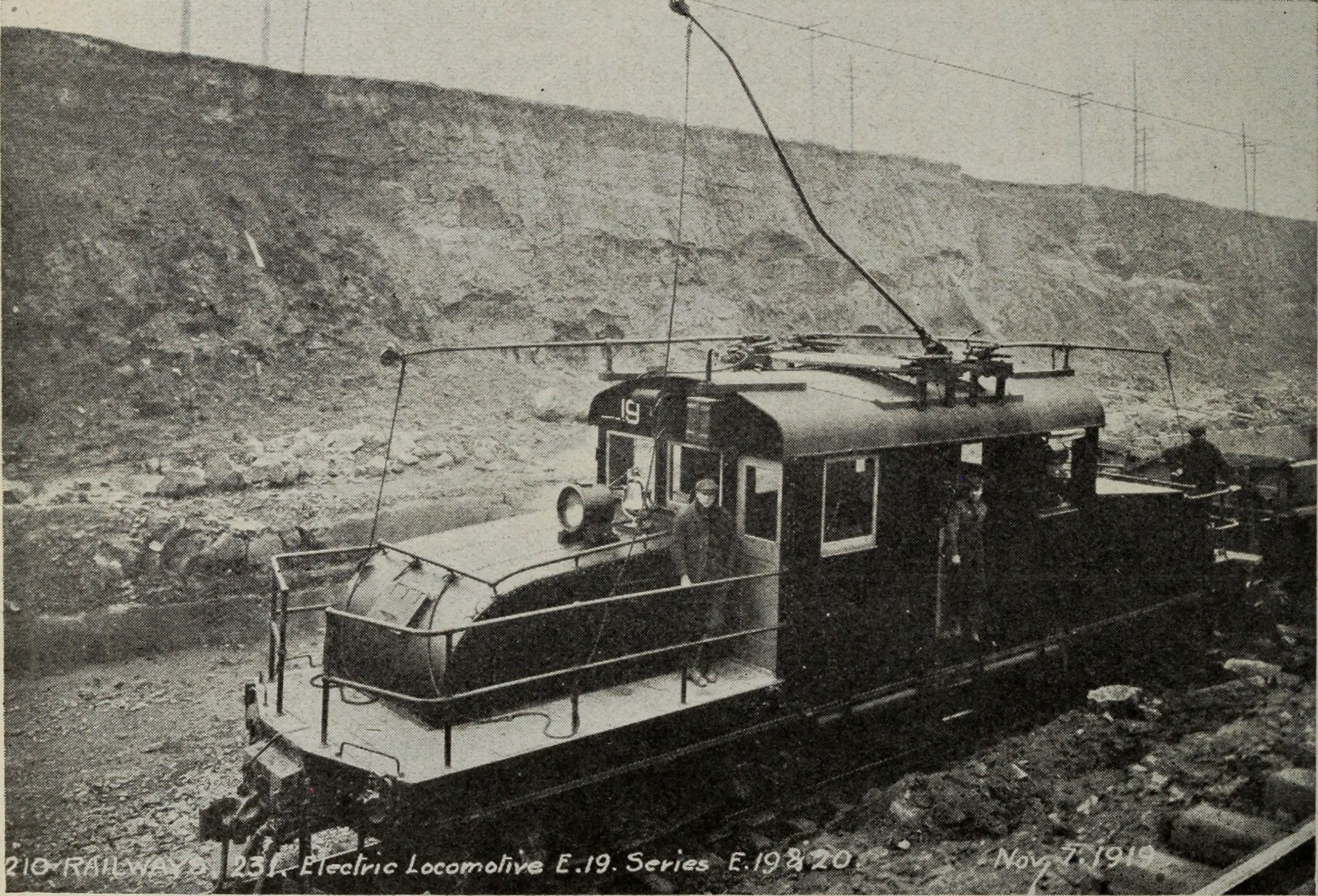
Trať Chippawa - Queenston 1920

První elektrárna na kanadském břehu byla vybudována společností  The Niagara Falls Park & River Railway  Power Station v roce 1892 a o rok později dodávala stejnosměrný proud pro 17 km železnice mezi sídly Chippawa a Queenstone. Potřebnou vodu získala odkloněním návodnou hrází v blízkosti hrany vodopádů a po vykonání potřebné práce vracela vyústěním 200 m dlouhého tunelu nad dolní řekou. Při pracovním spádu 19 m pracovaly první dvě turbíny o výkonu 750 kW. V roce 1905 byla jedna z původních turbín nahrazena novou o dvojnásobném výkonu, takže celkový výkon stanice byl 2,25 MW neboli 3 000 koňských sil. 
Elektrárna ukončila svou činnost spolu se železnicí v roce 1932. Tunel byl zaslepen, strojní zařízení odebráno a na místě strojovny a návodného systému je v současné době (2019) nástupiště výletních autobusů. 

### Rankinova vodní elektrárna

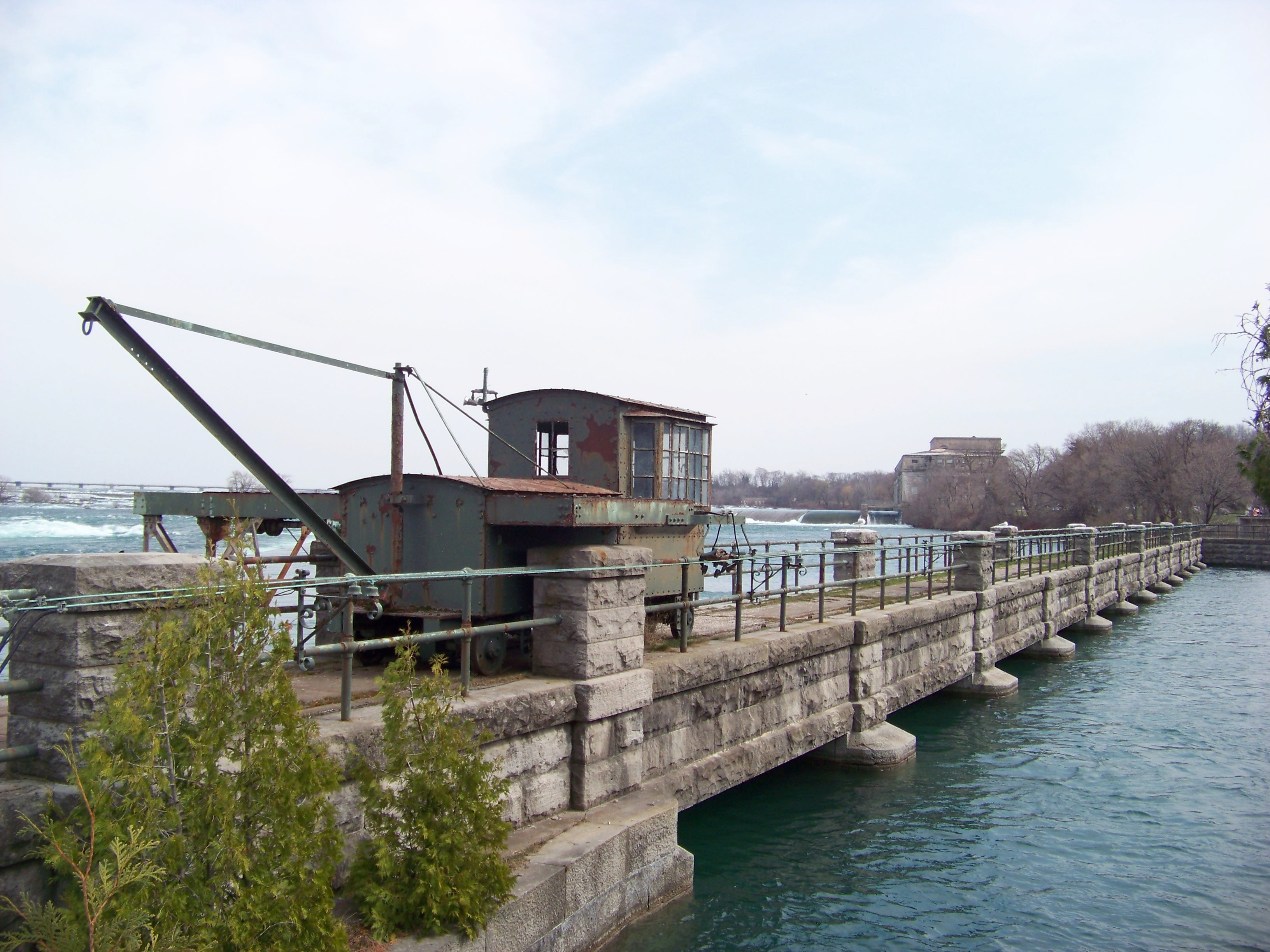
Pojízdné čestlice v provozu

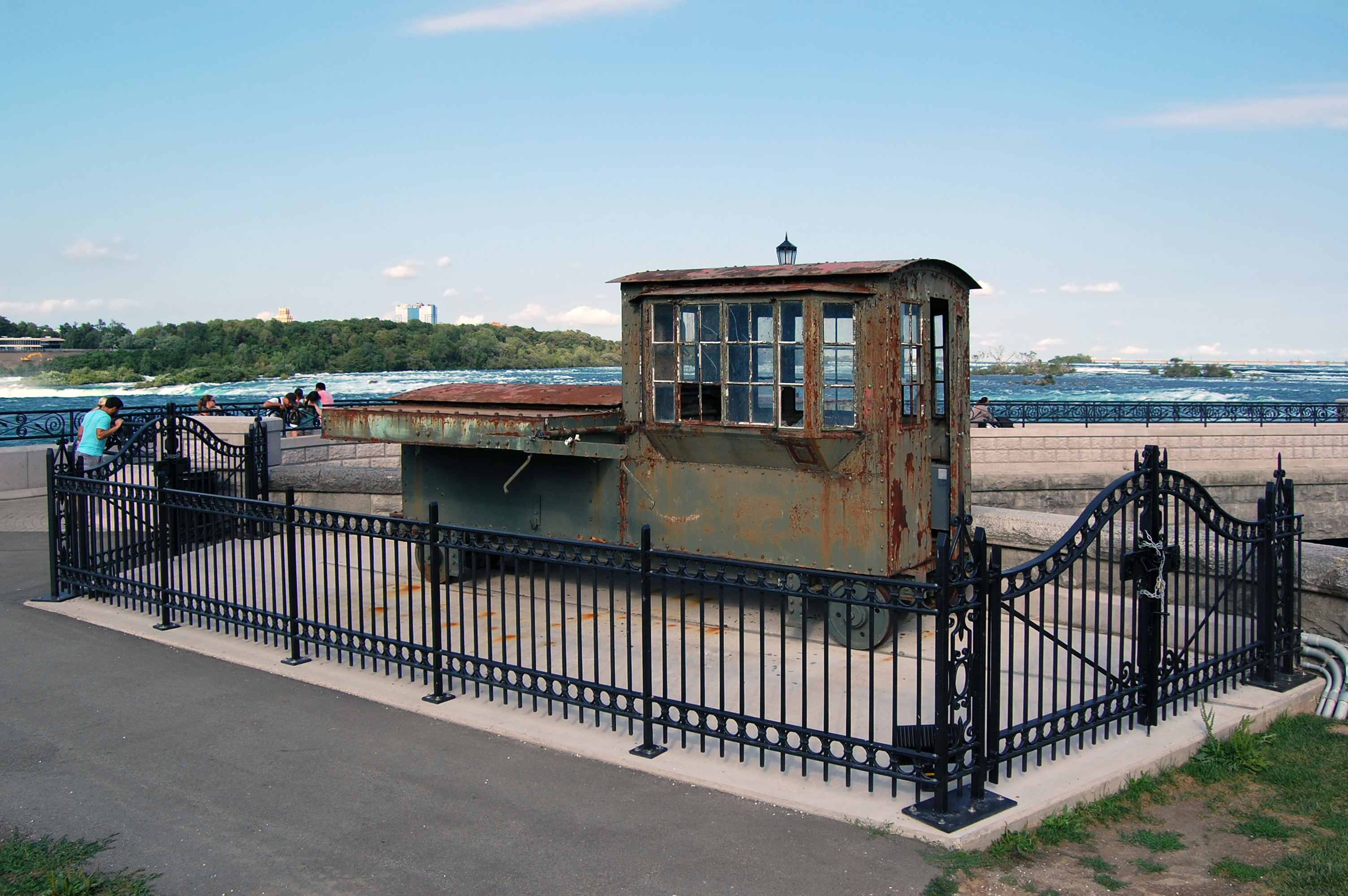
Současný pomník unikátu

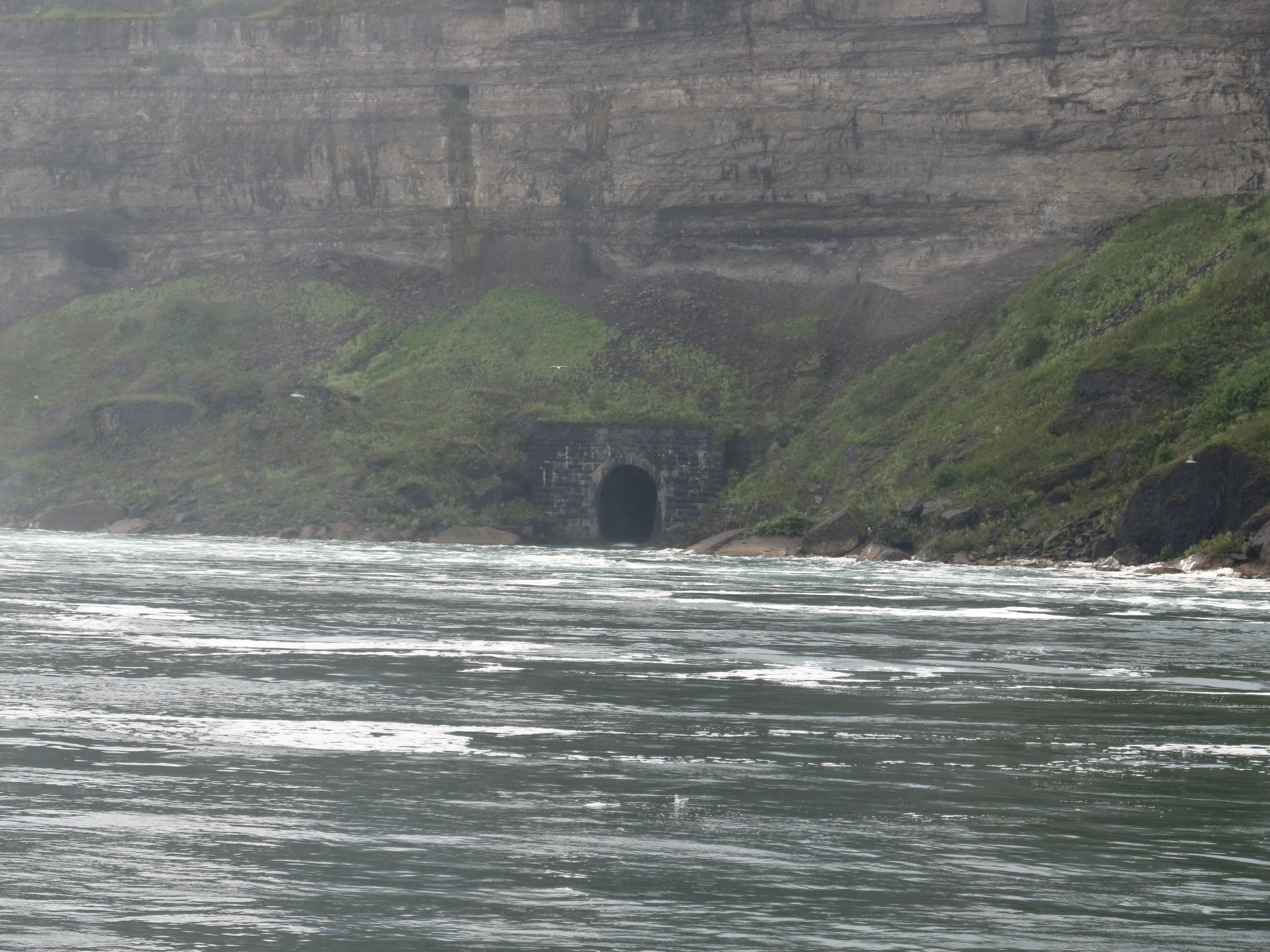
Vyústění pod stolovou terasou

Elektrárna společnosti Canadian Niagara Power Company byla první velkou elektrárnou na kanadském břehu a byla budována jako kopie americké Adams 2. Vodu do elektrárny přivádí 250 m dlouhá jezová hráz, umístěná asi 600 m nad vodopády. Systém vstupní vodní cesty je opatřen výstupem pro plovoucí předměty, především ledové kry. Tvorba obrovských ledových ker způsobovala problémy v provozu především u kanadských elektráren, které využívaly vodu přitékající přirozeným proudem. Některé situace byly řešeny i pomocí dynamitu, běžný výskyt ledových jevů byl řešen pomocí elektricky poháněného vozíku o hmotnosti 16 t. který podél vstupního mostu tahal ocelové čestlice a pročesával tak vstupní hladinu řeky. V současné době je toto unikátní zařízení vystaveno na vyhlídkové plošině nad kanadskými vodopády.  V době budování elektrárny byla elektřina luxusní komoditou, což se odráží i v použití mramoru ve vnitřních prostorech stavby. 
První přípravné práce na stavbě začaly 30. dubna 1897 ve stejné nejistotě budoucího využití, s jakým probíhala stavba amerického vzoru Adams 1. Teprve v roce 1899 bylo jednoznačně rozhodnuto o dálkovém přenosu střídavého proudu do Toronta. 23. května 1900 počaly práce na hloubení pracovní šachty a odvodném tunelu. V roce 1902 byl vypracován projekt dálkového přenosu do Toronta a uzavřeny smlouvy na dodávku transformátorů pro napětí 60 kV. K slavnostnímu uvedení do provozu došlo 2. ledna 1905. kdy dva generátory o výkonu cca 8,5 MW začaly dodávat elektrickou energii do místní dvoufázové 25 Hz sítě. V roce 1907 byl přiveden proud do města Fort Erie. Maximálního výkonu dosáhla elektrárna v roce 1927, kdy jedenáct jednotek pracovalo při celkovém výkonu 90 MW. V tomto roce byla elektrárna Canadian Niagara Power Company Powerhouse přejmenována po zakladateli společnosti na William Birch Rankine Power Station. 
Z turbín je voda je odváděna k hladině spodní řeky tunelem podkovovitého průřezu o délce 660 m, výšce 7,6 m a šířce 2,75 m. Pracovní šachta je hluboká 50 m, 5,5 m široká a 174 m dlouhá.  
Elektrárna pracovala přes sto let a důvodem ukončení provozu v roce 2009 nebylo technické opotřebení, ale morální stáří frekvence 25 Hz, která však ve své době byla užitečným průmyslovým zdrojem zejména pro metalurgii.     

### Elektrárna Toronto

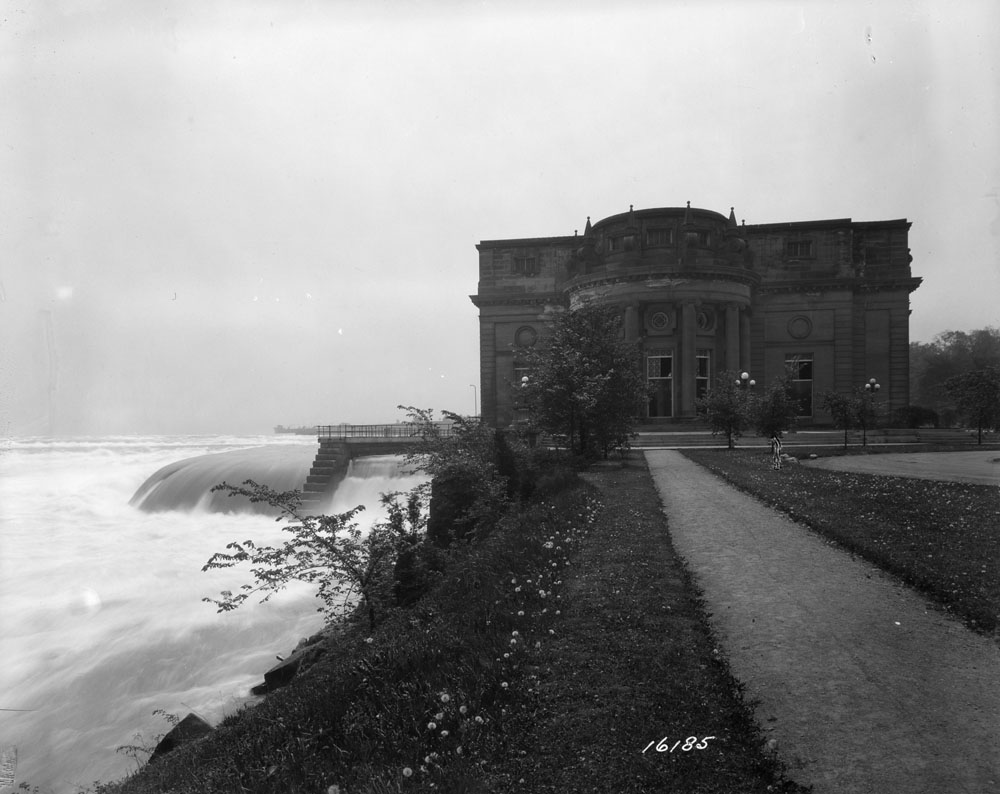
Budova elektrárny v roce 1932

Elektrárna společnosti Toronto Power Company byla vybudována podle vzoru elektrárny Rankinovy. Pracovní šachta o šířce 6,7 m byla hluboká  48 m. Na tomto spádu pracovalo 11 vertikálních Francisových turbín o celkovém výkonu 95 MW. Energie byla přenášena masivními hřídeli o průměru cca 1m do budovy elektrárny o rozměrech 142 x 91 m. Alternátory vyráběly střídavý proud o frekvenci 60 Hz. Honosná budova elektrárny je charakteristickou dominantou kanadského břehu nad vodopády. 
Voda byla přiváděna stejným jezovým systémem jako k elektrárně Rankinově. Po vykonání práce v turbínách byla voda odváděna do tunelu podkovovitého průřezu o výšce 10 m a šířce 6,5 m s rovným dnem o šířce 4,3 m. Tunel o celkové délce přes 600 m vyúsťoval nad hladinu vývařiště přímo do clony vodopádů. Posledních 100 m tunelu bylo tvořeno samostatnými segmenty o délce 2m tak, aby se při ustupování vodopádů samostatně ulamovaly a nevyčnívaly jako pevný tunelový celek ze clony vodopádů. 
Největší komplikace provozu tvořily silné mrazy, kdy návodný systém nedokázal dostatečně čelit tvorbě obrovských ledových zábran. Elektrárna zásobovala energií 60 kV vedením město Toronto, čímž převzala na sebe původní úkol elektrárny Rankinovy. 
První alternátor byl zprovozněn 7. listopadu 1906. V roce 1922 se společnost  Toronto Power Company sloučila se společností Ontario Hydro. Provoz byl ukončen na konci roku 1973, aby uvolnil vodu pro energeticky účinnější systém elektráren Adam Beck. 
Vodní elektrárna Toronto byla v letech 1916 - 1911 nejvýkonnější vodní elektrárnou na světě. Také byla vstupem stavitele Hugha Lincolna Coopera na světovou špičku vodního stavitelství. 

### Elektrárna Ontario

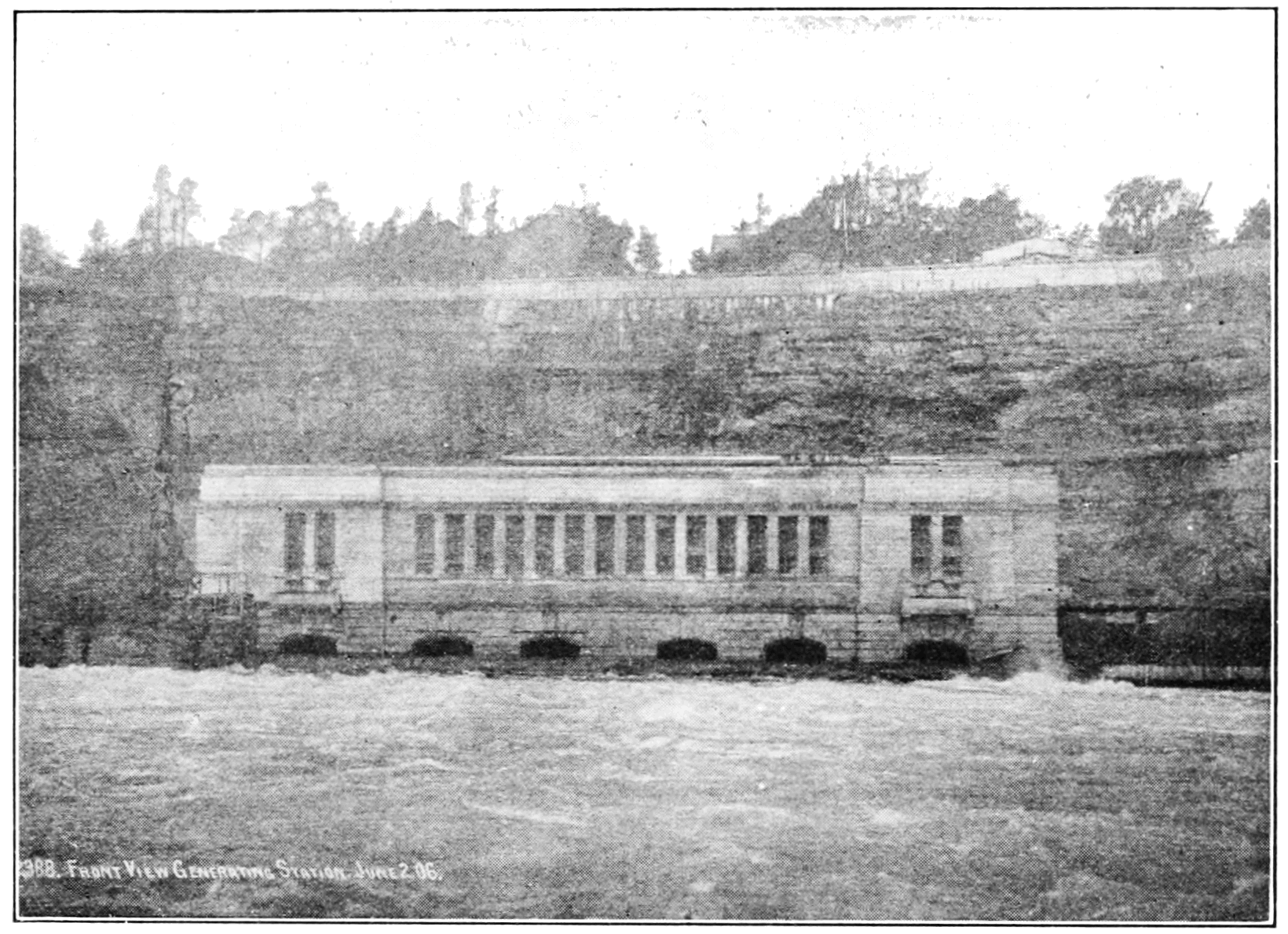
První jednotka z roku 1905

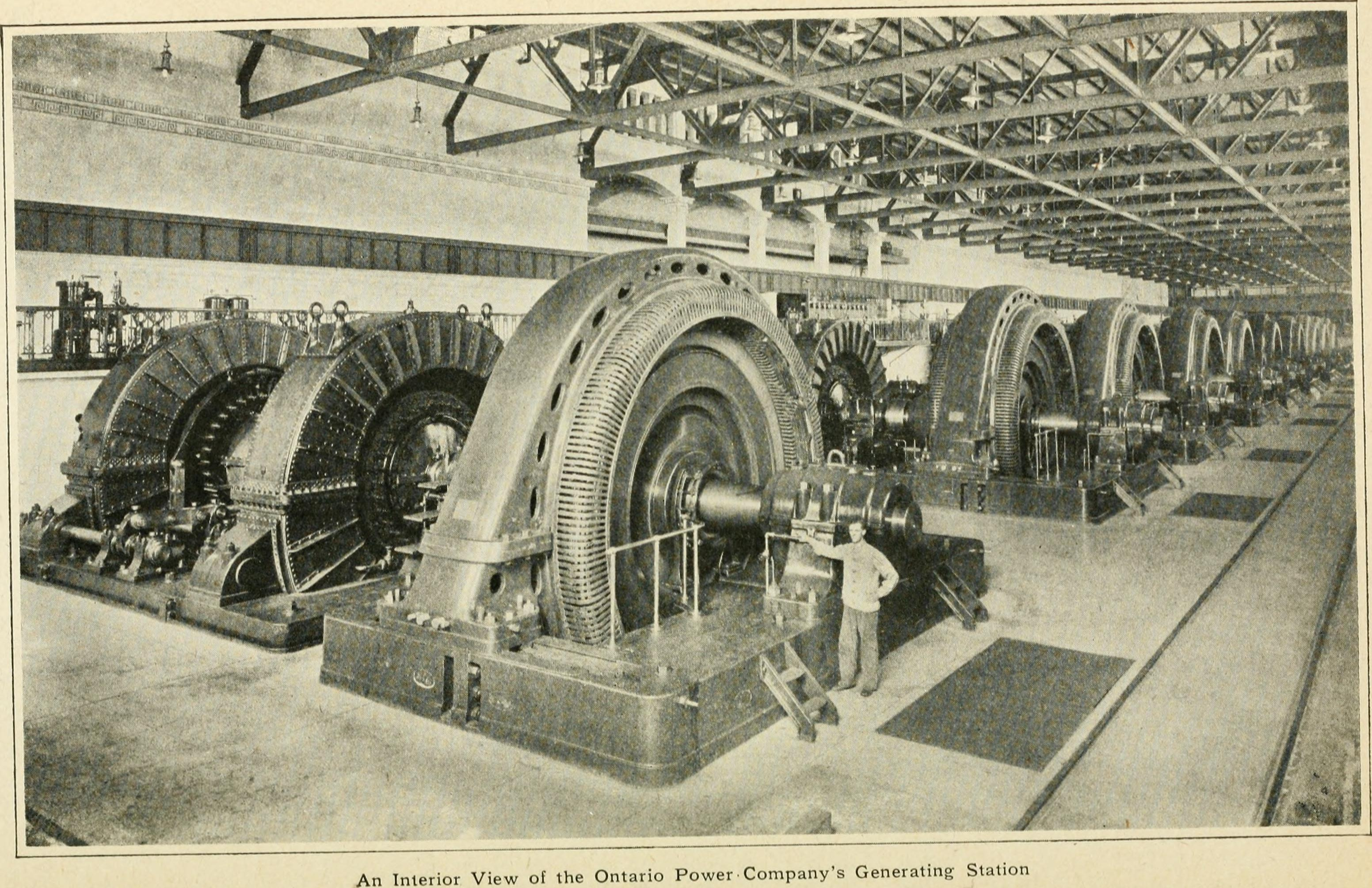
Horizontální soustrojí elektrárny

Budova elektrárny se nachází těsně pod kanadskými vodopády na břehu řeky pod tzv. stolovou skálou. Voda z řeky byla přiváděna pomocí 650 m dlouhé návodní betonové hráze k sací budově asi 1400 m nad hranou vodopádů. Tři podzemní kanály o délce téměř 2 km přiváděly vodu k 15 horizontálním turbínám, které na pracovním spádu 55 m poskytovaly celkový výkon 130 MW. Alternátory produkovaly proud o frekvenci 25 Hz pro průmyslové použití. První tři jednotky byly uvedeny do provozu v létě 1905. 
20. dubna 1922 selhal regulátor patnácté jednotky a neovládnutá odstředivá síla způsobila vyosení horizontálního soustrojí a následné roztržení krytu. Některé části prolétly stropem budovy a některé rozmetané trosky poškodily sousední jednotku. Provoz jednotky číslo 15 byl obnoven do prosince 1923, sousední jednotka již nikdy zprovozněna nebyla. 
Časem se ukázalo, že umístění elektrárny nebylo bezpečné. V dubnu 1909 ucpala ledová tříšť koryto řeky tak, že zvednutá hladina způsobila zaplavení celé strojovny. Zařízení naštěstí neutrpělo vážnější poškození a bylo zprovozněno brzy po opadu hladiny a usušení. Druhá povodeň v roce 1938 dopravila okny budovy do strojovny velké množství ledových ker. Po opadu vody zůstala obrovská ledová hmota uvnitř budovy. Elektrárna měla pouze vlastní elektrické topení, která bylo nyní vyřazeno z činnosti. Původní směr elektrické energie tak musel být obrácen do speciálně vyvinutých obrovských odporových ohřívačů a elektrárna tak po několik měsíců elektrickou energii spotřebovávala.  
Bez dalších provozních výkyvů pak stanice pracovala až do prosince roku 1999, kdy na přelomu tisíciletí slavnostně uvolnila vodu řeky Niagara pro projekt Sir Adam Beck. Její opuštěná budova stojí na břehu řeky a její budoucnost stále osciluje mezi likvidací a památkovou archivací. Na místě bývalé transformovny vyrostlo v roce 2004 kasino Fallsview.

### Elektrárny Sir Adam Beck I a II

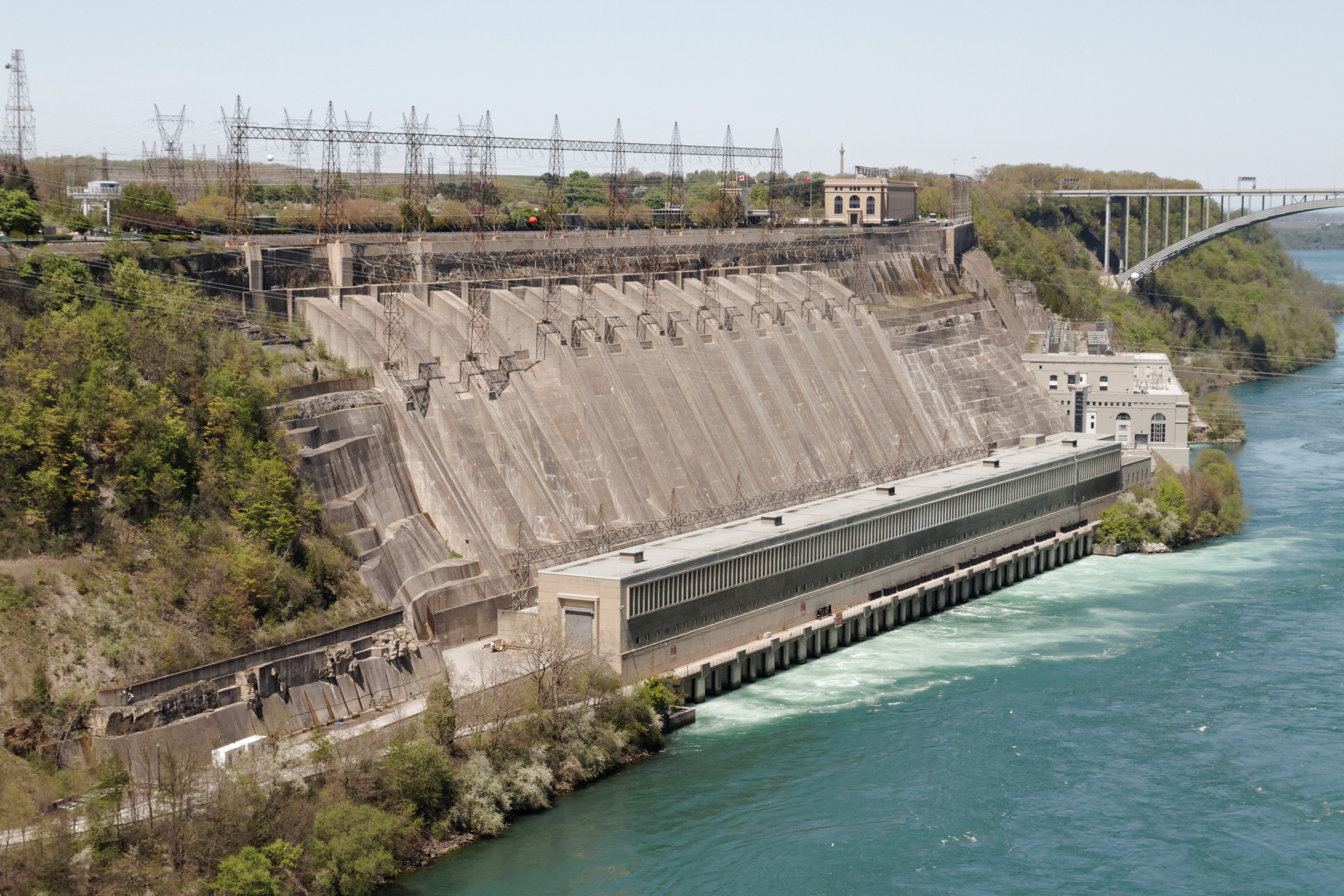
Sir Adam Beck II

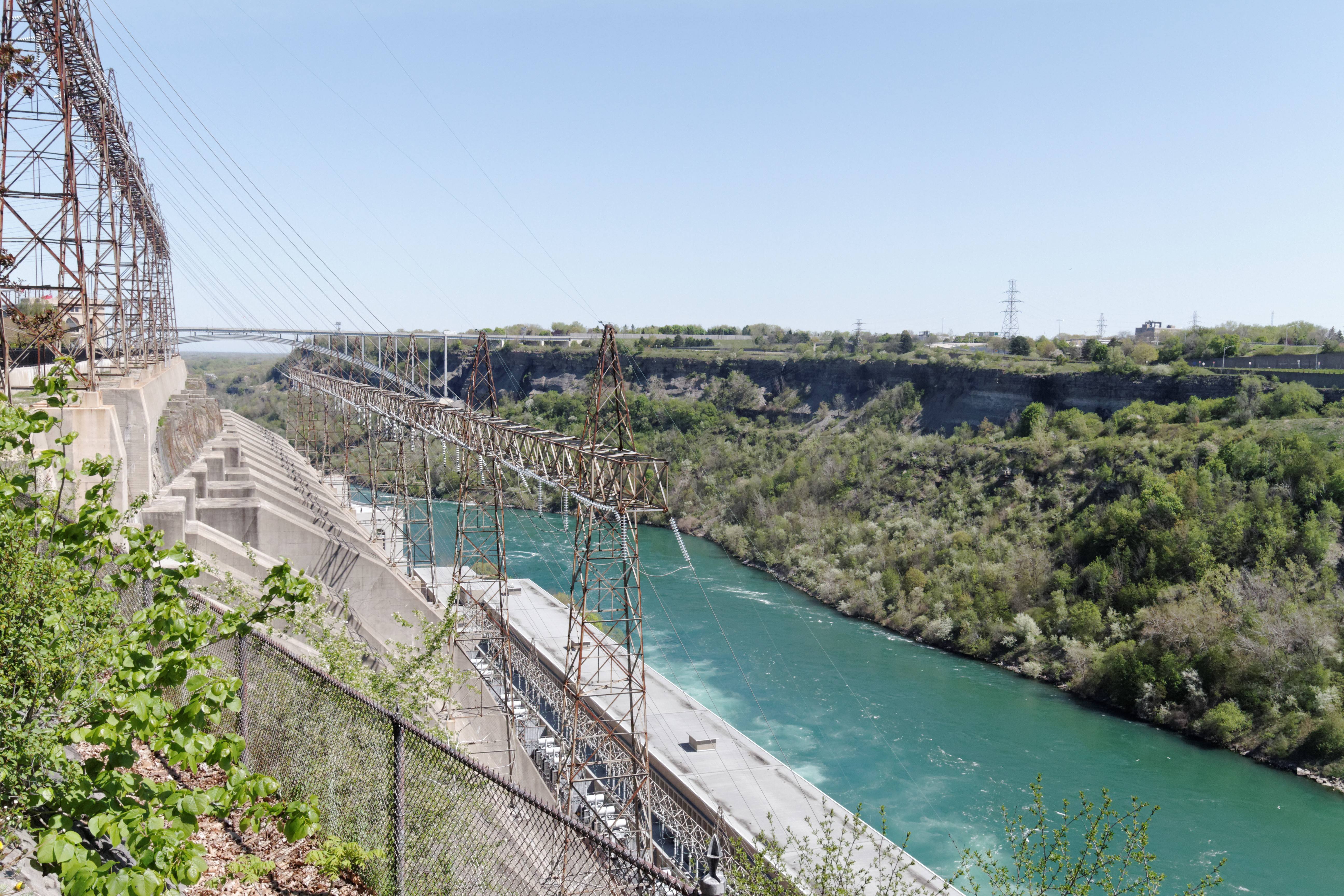
Pohled k jezeru Ontario

Na samém začátku 20. století probíhala výroba a distribuce elektrické energie z vodní síly řeky Niagáry v režii soukromých společností. Celospolečenský význam nově se rozvíjející oblasti byla předmětem politických sporů a komunální volby státu Ontario v roce 1905 vyhrála konzervativní strana na základě volebního hesla „Sílu Niagáry všem!“  Hlavním propagátorem veřejné správy vodní síly byl starosta města Londýn v Ontariu Adam Beck.  Prvním krokem nové vlády bylo zablokování dalších soukromých licencí na využití vodní síly a byla ustanovena veřejná společnost Ontario Hydro Electric Power Commission, která získala právo dohledu nad způsobem distribuce elektřiny. Řízením společnosti  byl zvolen Adam Beck, který byl v roce 1914 povýšen do rytířského stavu. V počátku byla veřejná společnost odkázána pouze na energii vyrobenou soukromou společností Toronto Electric Light Company.  Sir Adam Beck se rozhodl vybudovat veřejně vlastněnou elektrárnu, která využije maximální využitelný spád řeky Niagara.
Rozdíl v nadmořské výšce hladin jezera Erie a jezera Ontario je 99 m. Většinu tohoto spádu překonává řeka Niagára mezi začátkem peřejí a soutěskou u města Queenston. V místě počátku strmého klesání nad vodopády se u města Chippawa do Niagáry vlévá řeka Welland s velmi malým sklonem. Pouhým zařazením nevysokého jezového stupně do toku řeky byl obrácen tok této řeky vodou  Niagáry na délce téměř 7,2 km. Od tohoto místa byl pak v délce 13,3 km vybudován kanál směrem k městu Queenston. Voda z Niagáry na úrovni jezera Erie tak byla přivedena do míst, pod nimiž řeka již tekla prakticky na úrovni jezera Ontario. Vodní dílo tak mohlo být vybudováno na spádu 97 m. 
Práce na velkolepém projektu začaly v květnu 1917. Bylo zaměstnáno kolem osmi tisíc dělníků, z nichž 90 se stalo obětí smrtelných pracovních úrazů. V prvních čtyřech letech zemřelo 75 mužů, z toho 42 obětí připadlo na rok 1921, do doby dokončování výkopového kanálu. V létě 1920 začala měsíční úspěšná stávka za desetihodinovou pracovní dobu.  
29. prosince 1921 byl slavnostně uveden do provozu první generátor a v následném roce se elektrárna, která v té době nesla název Chippawa-Queenston Hydro Power Station, stala po zapojení dalších soustrojí se svým instalovaným výkonem 480 MW na dobu dalších 17 let nejvýkonnější vodní elektrárnou na světě. 
V roce 1950, 25 let po smrti Adama Becka byla elektrárna po něm pojmenována Sir Adam Beck I a v témže roce započaly práce na budování kanálu pro novou elektrárnu Sir Adam Beck II, stojící o sto metrů jižněji. 16 generátorů poskytlo výkon 1500 MW, spolu s šesti reverzibilními turbínami přečerpávacího systému je současný celkový výkon soustavy 2 174 MW.

## Řízení vodního oděru
V roce 1950 byla podepsána smlouva mezi Kanadou a USA, zajišťující minimální průtok přes vodopády bez ohledu na potřebu energetického využití vodní energie. Minimum bylo stanoveno s ohledem na denní i roční dobu takto:
- 1. 4. - 31. 10. 2 800 m³/s v době od 7:00 do 22:00
- 1. 4. - 31. 10. 1 400 m³/s v době od 22:00 do 7:00
- 1. 11. – 31. 3. většina vody odkloněna pro elektrárny v průběhu celého dne operativně  s ohledem na řízení ledových jevů

Hráz zajišťující potřebnou regulaci byla vybudována v roce 1954 asi 200 m nad ústím řeky Welland a nese název International Control Dam. Pod jí vytvořenou hladinou je odebírána voda do podzemních tunelů pro zásobování elektráren Sir Adam Beck a Robert Moses.

## Závěr
Řeka o vodnosti Dunaje v deltě, řítící se do šedesátimetrové hloubky, přilákala v 19. století ke svým břehům elitu technického pokroku. Třebaže ani při využití veškerého průtoku při celém převýšení zdrojového a cílového jezera nemůže Niagara dnes již dosáhnout na špičku vodních výkonů, zůstává na jejích březích nesmazatelná a jedinečná industriální stopa, směřující ke všem ostatním vodním dílům světa. Význam nejlépe dokládají prorocká slova geniálního vědce srbského původu Nikoly Tesly, která pronesl při slavnostním připojením města Buffalo k elektrické síti dne 15. listopadu 1896:

„… dnes existují metody elektrického svařování, elektrickou energii potřebuje metalurgie, chemik poznal, že jeho sloučeniny jsou tvořeny elektrickými silami, lékař ví, že fyziologické vlastnosti jsou dány  rovnováhou mezi elektrickými náboji. V tento den se začala psát nová kapitola dějin, začala éra elektřiny.“